# ヌーリ・キルリギル
ヌーリ・キルリギル（Nuri Killigil、1889年 - 1949年）は、オスマン帝国の軍人、トルコの実業家。最終階級は、ファフリー・フェリク (Fahrî Ferik、名誉中将)。エンヴェル・パシャの弟。
1918年、カフカース・ムスリム軍（約1万3千人）の司令官。1918年7月31日、ヌーリ・パシャの軍は攻勢転移し、8月5日、バクーに入城したが、撃退された。9月15日、ヌーリ・パシャは再びバクーを占領したが、10月30日のムドロス和平によりアゼルバイジャンを放棄せざるを得なかった。
1920年7月、エリザヴェートポリでの反ソ蜂起を指揮。
| スタブアイコン | サブスタブ | この項目は、まだ閲覧者の調べものの参照としては役立たない、人物に関連した書きかけの項目です。この項目を加筆・訂正などしてくださる協力者を求めています（P:人物伝/PJ:人物伝）。 |